# Нарви
На́рви (др.-сканд. Narfi) — в скандинавской мифологии великан (ётун), сын Локи и Сигюн; отец Нотты, являющейся олицетворением ночи.

## В древнескандинавской литературе

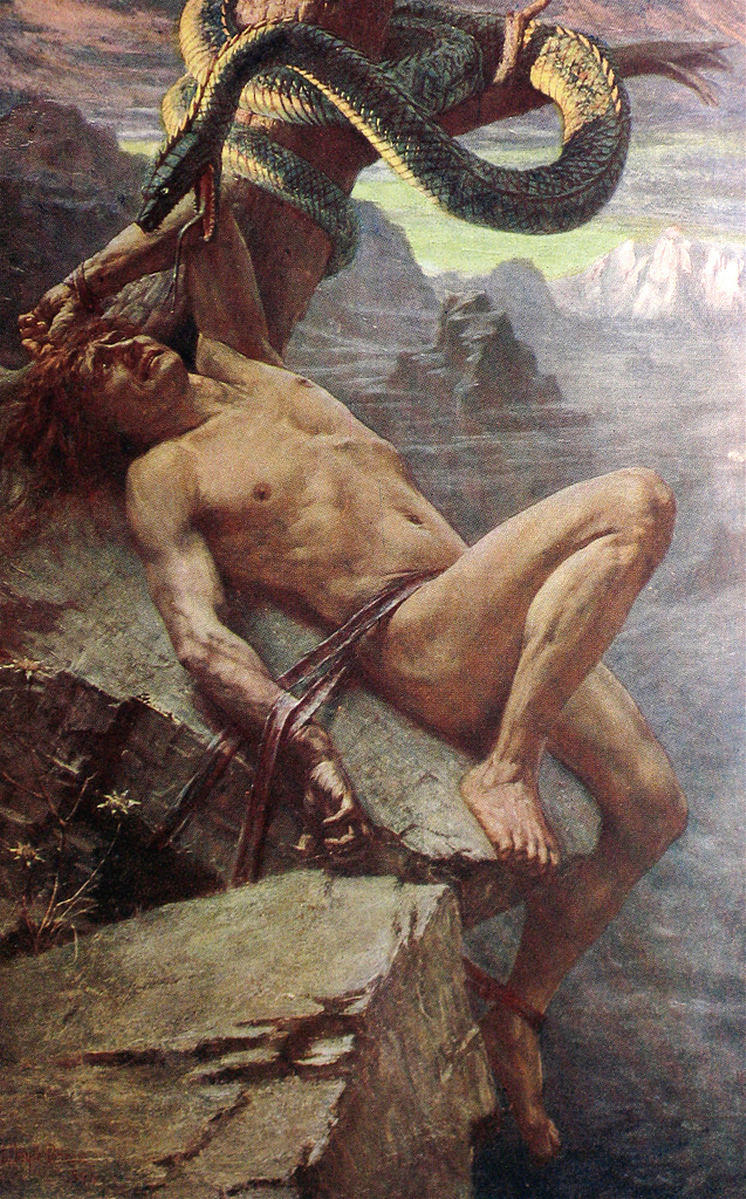
Ремнями, которыми был привязан Локи, послужили кишки его сына Нарви

Нарви упоминается в «Младшей Эдде» («Видение Гюльви», глава 33-я: «Жену его зовут Сигюн, а сына их — Нари или Нарви») как сын Локи и Сигюн. Затем он появляется в 50-й главе, вновь как «Нари или Нарви»:
Локи уже нечего было надеяться на пощаду. Асы пришли с ним в одну пещеру, взяли три плоских камня и поставили на ребро, пробив в каждом по отверстию. Потом захватили они сыновей Локи, Вали и Нари, или Нарви. Превратили асы Вали в волка, и он разорвал в клочья Нарви, своего брата. Тогда асы взяли его кишки и привязали Локи к тем трем камням.
В прозаическом послесловии к «Перебранке Локи» содержится краткий пересказ той же истории, возможно, восходящий к тексту Снорри Стурлусона. Однако здесь уже Нарви превращен в волка: «Он [Локи] был связан кишками сына своего Нари, а сын его Нарви превратился в волка». Сын Локи по имени «Вали» в этой версии отсутствует, хотя в некоторых изданиях его не вполне корректно упоминают вместо «Нари» для лучшего согласования с текстом Младшей Эдды. Для Хель (дочери Локи) известен кеннинг «сестра волка [то есть Фенрира] и Нарви», а в части «Язык поэзии» Младшей Эдды сам Локи назван «отцом Хель, Нари и Али»».
В Младшей Эдде («Видение Гюльви», глава 10-я) упоминается также йотун Нарви (или Нёрфи). Он отец дочери по имени Нотта (Nótt).

## Мнения исследователей
Интерпретация данного мифологического образа затруднена. Не вполне ясно, являются ли «Нарви» и «Нари» одним и тем же персонажем, и есть ли у них (или у него) какая-то взаимосвязь с йотуном, отцом Нотты. Поскольку имя Нарви упоминается в связи с Хель и Ноттой, некоторые исследователи склонны видеть в нём «демона смерти», а его имя выводят от старонорвежского nár («труп»).